# Sân bay Stockholm-Västerås
Sân bay Stockholm-Västerås, cũng gọi là Sân bay Västerås hoặc Hässlö Flygplats (IATA: VST, ICAO: ESOW) tọa lạc cách Stockholm, Thụy Điển 100 km về phía Tây. Có thể đi từ sân bay này đến Nhà ga trung tâm Thụy Điển bằng Flygbussarna Lưu trữ ngày 18 tháng 2 năm 2007 tại Wayback Machine, một loại xe buýt và mất 1,5 giờ với giá vé 130 SEK. 

## Các hãng hàng không và các điểm đến
- Ryanair (Dublin (bắt đầu 12/22007), London-Stansted (bắt đầu 25/32007))
- Scandinavian Airlines System
  - operated by Cimber Air (Copenhagen [kết thúc 25/32007])